# Scrimă la Jocurile Olimpice de vară din 1900
Probele de scrimă la Jocurile Olimpice de vară din 1900 s-au desfășurat în perioada 14 mai–27 iunie la Paris în Franța. 260 de trăgători din 19 țări s-au prezentat la competiție. Nu a fost inclusă nici o probă feminină. Probe pentru „maeștri” (profesioniști) au fost organizate separat.

## Clasament pe medalii
| Loc | Țară          | Aur | Argint | Bronz | Total |
| --- | ------------- | --- | ------ | ----- | ----- |
| 1   | Franța (FRA)  | 5   | 5      | 5     | 15    |
| 2   | Cuba (CUB)    | 1   | 1      | 0     | 2     |
| 3   | Italia (ITA)  | 1   | 1      | 0     | 2     |
| 4   | Austria (AUT) | 0   | 0      | 2     | 2     |

## Evenimente

### Masculin
| Probă                    | Aur                                  | Argint                              | Bronz                                 |
| Spadă                    | Ramón Fonst · Cuba (CUB)             | Louis Perrée · Franța (FRA)         | Léon Sée · Franța (FRA)               |
| Spadă maeștri            | Albert Ayat · Franța (FRA)           | Émile Bougnol · Franța (FRA)        | Henri Laurent · Franța (FRA)          |
| Spadă amatori și maeștri | Albert Ayat · Franța (FRA)           | Ramón Fonst · Cuba (CUB)            | Léon Sée · Franța (FRA)               |
| Floretă                  | Émile Coste · Franța (FRA)           | Henri Masson · Franța (FRA)         | Marcel Boulenger · Franța (FRA)       |
| Floretă maeștri          | Lucien Mérignac · Franța (FRA)       | Alphonse Kirchhoffer · Franța (FRA) | Jean-Baptiste Mimiague · Franța (FRA) |
| Sabie                    | Georges de la Falaise · Franța (FRA) | Léon Thiébaut · Franța (FRA)        | Siegfried Flesch · Austria (AUT)      |
| Sabie maeștri            | Antonio Conte · Italia (ITA)         | Italo Santelli · Italia (ITA)       | Milan Neralić · Austria (AUT)         |

## Țări participante
260 de scrimeri din 19 țări au participat.
- Argentina (1)
- Austria (9)
- Belgia (5)
- Cuba (1)
- Danemarca (1)
- Elveția (3)
- Franța (211)
- Germania (1)
- Haiti (2) – participarea nu a fost recunoscută de COI
- Iran (1) – participarea nu a fost recunoscută de COI
- Italia (8)
- Marea Britanie (3)
- Olanda (1)
- Peru (1) – participarea nu a fost recunoscută de COI
- Rusia (2)
- Spania (1)
- Suedia (1)
- Statele Unite ale Americii (3)
- Ungaria (5)

## Legături externe
- Statistice Arhivat în 1 iulie 2017, la Wayback Machine. pe Sports Reference